# ジョージ・チャップマン (殺人犯)
ジョージ・チャップマン（George Chapman、1865年12月14日 - 1903年4月7日）、本名セヴェルィン・アントノヴィチ・クウォソフスキ（Seweryn Antonowicz Kłosowski）は、イギリスで活動したポーランド人の連続殺人犯。「市区の毒殺魔」（ザ・バーロー・ポイズナー、the Borough Poisoner）の異名でも知られる。
ポーランド生まれのチャップマンは成人後にイギリスに移住し、主に理髪店の助手として生計を立てた。私生活では女性と交際や結婚をするものの常習的に家庭内暴力を振るって長続きせず、次々と新しい女性と付き合っていた。1895年頃より付き合い始めたメアリー・スピンクを皮切りに、チャップマンは催吐剤を用いて相手を毒殺するようになり、最終的に3名の交際女性を殺害した。1902年に起こした3件目の事件で犯行が発覚して逮捕され、最終的に処刑された。今日においてチャップマンは、同時期に起こった切り裂きジャック事件の犯人候補の1人として知られる。少なくとも、当時に切り裂きジャック事件を担当したフレデリック・アバーライン警部がチャップマンを有力容疑者と考えていた記録が残っている。

## 前半生
1865年、ポーランド立憲王国のワルシャワ県ナゴルナ村にて、大工の父アントンと、その妻エミリアとの間に生まれる。
クウォソフスキは、後に逮捕された時の所持品から、14歳の時にズヴォレンの上級外科医モシュコ・ラッパポート（Moshko Rappaport）に弟子入りし、ヒルを用いた瀉血治療に携わっていたことがわかっている。
その後、ワルシャワのプラガ病院で外科の実習講義を受けた。
この学業期間は1885年10月から1886年1月までと非常に短いものであったが、その後1886年12月までワルシャワにて、看護師または医者の助手として働き続けた。
その後、イギリスに渡り、ロンドンに移住した。この正確な時期については不明であるが、彼のポーランドにおける記録は1887年2月の入院費の領収書記録が最後であり、この直後に移住したと見られる。
後の裁判での証言では1888年に移住したとしている。
ロンドンでは当時は貧民街として知られるイーストエンドで暮らし、1887年末か1888年初頭から理髪助手としてウェスト・インディア・ドック通り70番地のエイブラハム・ラディンのもとで働いていた記録が残っている。5ヶ月後に辞めると、セント・ジョージ・イン・ザ・イーストのケーブル・ストリート126番地に自らの理髪店を開業した。
1889年のロンドンの名簿にも彼の住居として登記がなされており、これは1888年秋に発生した切り裂きジャック事件の時期にも彼がここに住んでいた可能性を示している。
クウォソフスキは既婚者であり、ポーランドに妻がいたにもかかわらず、1889年に若いポーランド人女性ルーシー・バデフスキ（Lucie Badewski）と結婚した。間もなく最初の妻と揉めたものの、彼女はポーランドに帰った。
夫婦は2人の子供を儲け、ロンドン市内を転々とした後、1891年にアメリカへと渡った。ニュージャージー州ジャージー・シティに住居を構え、理髪店に就職した。しかし、夫婦仲は悪く、絶え間ない口論の末の1892年2月、クウォソフスキは妊娠中だったルーシーに暴力を振るい、殺すと脅した事件が発生した。
ルーシーはロンドンに戻り、妹の家に身を寄せ、娘を出産した。しばらくしてクウォソフスキもロンドンに戻り、ルーシーと一時的に再会したものの、その後、関係は完全に解消された。
1893年、ハディンの理髪店で助手として働いていたクウォソフスキは、アニー・チャップマン（切り裂きジャックの被害者の1人アニー・チャップマンとは無関係）という女性と知り合い、交際を始めた。彼女と同棲すると、やがて彼女の姓を名乗り、以降ジョージ・チャップマンで通すようになる。
1894年、約1年間の同棲期間の末、チャップマンは別の女を連れてきて同棲を始め、妊娠中のアニーは数週間後に家を出ていった。1895年初め、アニーはチャップマンに生まれた子どものことを伝えたが、彼が援助をすることはなかった。同年、彼はフォレスト・ロードのジョン・ワードの家に下宿しながら、レイトンストーンのチャーチ・レーン7番地にあるウィリアム・ヴェンツェルの理髪店の助手になった。

## 市区の毒殺魔
チャップマンはイギリスにて4人の愛人を作って偽装結婚し、そのうち3人を毒殺した。それぞれ被害者はメアリー・イザベラ・スピンク（Mary Isabella Spink、1858年 - 1897年12月25日）、ベッシー・テイラー（Bessie Taylor、? - 1901年2月13日）、モード・マーシュ（Maud Marsh、? - 1902年10月22日）である。
彼はサセックス州ヘイスティングスの化学者から催吐剤（吐酒石、酒石酸アンチモニルカリウム）を購入し、殺人に用いた。吐酒石に含まれるアンチモンは不適切に服用するとヒ素に似た毒性を示して服用者を死に至らしめる効果があった。

### 犯行

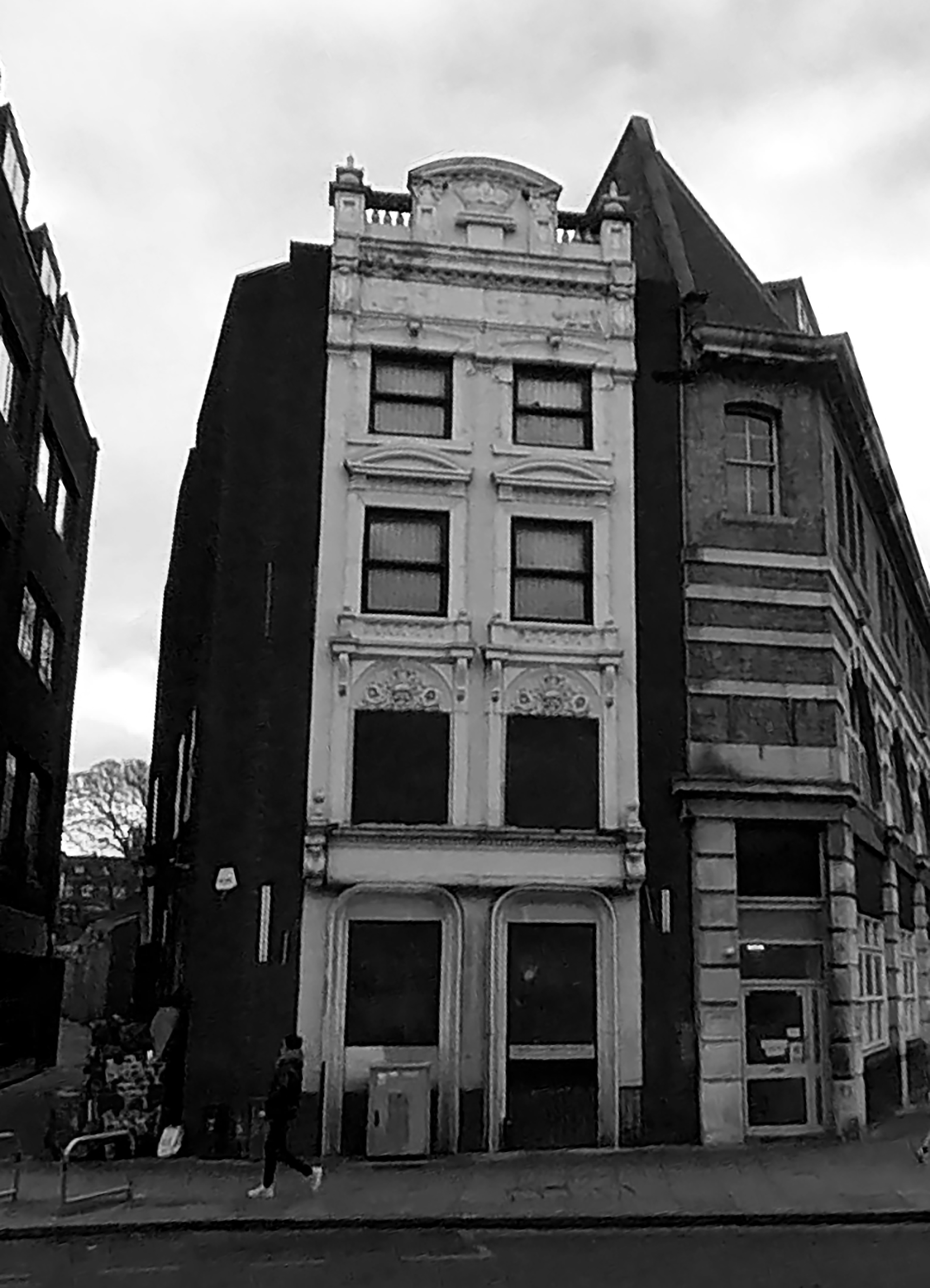
サザークのボロー・ハイ・ストリートにある「クラウン・パブリック・ハウス（クラウン酒場）」の外観（2022年撮影）

ヴェンツェルの店で働いている時期にチャップマンは、アルコール依存症のため夫と息子に見放された女性メアリー・イザベラ・スピンクと出会った。偽装結婚すると彼女と同棲を始め、ヘイスティングスの貧民街の理髪店を借りた。
しかし、この商売は失敗し、次に繁華街にて、スピンクがピアノを弾き、チャップマンが接客する「ミュージカル・シェービス」という名の理髪店を始めた。この商売は当たり、2人はかなりの収入を得た。チャップマンは「モスキート」と名付けた自身の帆船を購入するほどであった。
一方でチャップマンは家庭内暴力の常習犯でもあり、当時同じ建物に住んでいた女性によれば、夜中に泣き叫ぶスピンクの声をよく聞いたとし、顔に擦り傷や殴打の跡、喉にも傷跡があったと述べている。
1897年4月3日、チャップマンはハイ・ストリートの化学者ウィリアム・デビッドソンの店で1オンスの吐酒石を購入した。
やがて理髪店が倒産すると、チャップマンはバーソロミュー・スクエアにパブを開いた。この時に、彼はスピンクに毒を盛り、殺害した。その直後に、レストランのマネージャーであったベッシー・テイラーを雇い、やがて関係を持った。チャップマンは彼女にも暴力を振るうようになり、あるいは怒鳴りつけ、ある時はリボルバーで脅したと伝えられている。
やがて彼女にもスピンクと同じ中毒症状が現れ始めると、チャップマンは周囲からの疑いの目を避けるため、彼女と共にロンドンを去り、ハートフォードシャーのビショップス・ストートフォードに引っ越した。そこでパブ「グレイプス」を経営したが、最終的にはロンドンに戻り、酒場「モニュメント・タバーン」を借りた。
テイラーの容態は悪化し、手術を受けたものの、そのまま1901年に亡くなった。同時期、チャップマンは契約期間が終わろうとしていたモニュメント・タバーンへの放火を企てた。
1901年8月、モニュメント・タバーンの女給としてモード・マーシュを雇った。チャップマンは前と同じく彼女と偽装結婚を行い、また暴力をふるったのも同じであった。
結婚後に酒場は全焼し、2人はサザークのボロー・ハイ・ストリートにあるクラウン酒場に移ったが、1902年10月22日にマーシュは催吐剤による酒石酸アンチモンで中毒死した。

### 逮捕と処刑
マーシュの死は結果として警察の疑いを招いて当局による検死が行われ、催吐剤による中毒死が判明した。さらに過去の2人も遺体が墓から掘り起こされて同様に調査がなされて同じ中毒死であったことが確認された。
殺人罪の起訴状は1件の訴因しか記載できなかったがために、チャップマンはマーシュ殺害容疑のみで起訴された。裁判はサー・アーチボルド・ボドキンと、サー・エドワード・カーソン検事総長が起訴し、グランサム判事によって1903年3月19日に有罪判決及び死刑判決が下った。そして1903年4月7日、ワンズワース刑務所にて絞首刑に処された。
チャップマンの動機は不明であり、純粋に感情的なものであった可能性がある。金銭的にはスピンクの場合のみ500ポンドの遺産を手に入れたが、残り2人の場合は一銭も入らなかった。

## 切り裂きジャックの正体説

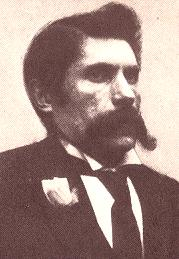
ジョージ・チャップマンの写真

今日においてジョージ・チャップマンは、同時期に現れた正体不明の殺人鬼・切り裂きジャックの有力な容疑者の1人として知られている。
当時、切り裂きジャック事件を最初に担当したロンドン警視庁のフレデリック・アバーライン警部は、チャップマンを逮捕した警官ジョージ・ゴドリーに「ついに切り裂きジャックを捕まえたな！」と言ったと伝えられている。
1903年にポール・メル・ガゼット紙がアバーラインに行った2回のインタビューにおいても、彼はチャップマンが切り裂きジャックの正体だと睨んでいることを話している。その中では事件当時に聞き込みを行った相手の1人にチャップマンの当時の妻ルーシーがおり、彼女が、夫が夜な夜な外出していたと証言していたことを説明している。
現代における切り裂きジャックの正体を推測する言説においては、チャップマンは、同時期の殺人鬼トマス・ニール・クリームと同様に容疑者候補の1人に挙げられている。しかし、わかっている限りにおいて、切り裂きジャック事件当時においては彼は容疑者ではなかった。
チャップマンを本格的な容疑者とみなすか否かについては、近年の著述家たちの間でも意見が分かれている。
例えばフィリップ・サグデンは、（容疑は立証されていないことを認めつつ）チャップマンを既知の犯人候補の中では最有力としている。
一方でジョン・エドルストンは0から5までの6段階評価で、チャップマンを2（「可能性は低い」）としている。
また、ポール・ベッグはチャップマンに触れたものの、本格的な容疑者とはみなさなかった。
チャップマンを本格的な犯人候補とみなすのは、彼が暴力的な女性蔑視者だったというのが主な根拠となっている。彼は内縁の妻を殴ることで知られており、また他にも暴力行為を働くことがあった。逸話によれば、アメリカ在住時、彼は当時の妻ルーシーをベッドに押し倒して首を絞めた。彼がいなくなった後に彼女は枕の下にナイフが隠されていたことに気づいたという。後にチャップマンは、ルーシーにお前の首を切るつもりだったと告げ、さらにあそこに埋葬してやると指を指したと伝えられている。
チャップマンがホワイトチャペル地区にやってきたのは、ちょうど最初の殺人が起こった時とほぼ同時期であった。
また、カノニカル・ファイブ（正式に切り裂きジャックの被害者と認定されている5名）の最後の1人メアリー・ジェーン・ケリーと一緒にいた男の人相ともチャップマンは一致しており、その後、彼がアメリカに移住すると事件が止まったという一致もあった。
時に、1891年4月にニューヨークで起きたキャリー・ブラウン殺しは、その手口の類似性から切り裂きジャックの犯行と指摘されることがあり、チャップマン犯人説で取り上げられることがあるが、現代の研究では、彼がアメリカに来たのはこの事件の後だったことがわかっている。
ロンドン警視庁法医学サービス局に勤めていたロバート・ミルンは、2011年の国際身元確認学会（International Association for Identification Conference）及び、2014年の論文においてチャップマンが切り裂きジャックの最有力候補であると主張した。
彼は専門知識、当時の捜査資料、地理プロファイリングを用いて、犯人の居住地を推定し、その条件にチャップマンが一致していることを確認した。また、1902年（あるいは1901年）に起きたメアリー・アン・オースティン殺しにも言及している。この事件で被害者のメアリーは、死の直前に「相手は身長5フィート7インチの黒ひげのロシア人で、セックスの最中に刺され、子宮を切り取ろうとしていた」と証言していた。
しかし、切り裂きジャックとチャップマンを結びつける確たる証拠はない。特に、連続殺人の手口が相手を切り刻むことから毒殺に変わったことは否定論の根拠としてよく挙げられる。もっとも、犯行手段が変わることが本当に珍しいことかを疑う意見もある。
また、目撃証言から切り裂きジャックは流暢な英語を話せていたのは間違いないとみなされており、合わせてホワイトチャペル地区の地理にも詳しかったと推定されているが、同地区に引っ越してきたばかりの異国人のチャップマンにそれだけのことができたかという観点もある。被害者との関係性についても、切り裂きジャックが初対面の相手を選んでいたと思われるのに対し、チャップマンは近親者である。
当時ホワイトチャペル地区に住んでいたという指摘も、実際のところ、チャップマンの家と事件現場は離れていた。
イギリスのプロデューサー、ハリー・アラン・タワーズが主催するラジオドラマではチャップマンを主人公とする作品が2度行われた。最初は1949年の『スコットランドヤードの秘密』と題されるものであり、次に1951年に『黒博物館』というシリーズ中の「剃刀」とタイトルで演じられた。これら作品はどちらも、チャップマンを切り裂きジャックの正体としている。